# Liste des cours d'eau de la Géorgie
Cet article présente la liste des cours d'eau de Géorgie.

## Rivières principales
|  | Rivière        | Taille totale (km) | Taille (en Géorgie) (km) |
|  | -------------- | ------------------ | ------------------------ |
|  | Alazani        | 407                | 390                      |
|  | Koura          | 1515               | 351                      |
|  | Rioni          | 333                | 333                      |
|  | Ingouri        | 206                | 206                      |
|  | Khrami         | 220                | 187                      |
|  | Tskhenistskali | 184                | 184                      |
|  | Iori           | 357                | 183                      |
|  | Qvirila        | 152                | 152                      |
|  | Supsa          | 117                | 117                      |
|  | Aragvi         | 110                | 110                      |
|  | Bzyb           | 110                | 110                      |
|  | Kodori         | 110                | 110                      |
|  | Adjaris-Tsqali | 90                 | 90                       |
|  | Tchorokhi      | 438                | 26                       |

## Autres
- Algeti
- Argoun
- Choloki
- Liakhvi
- Korolistskali
- Ksani
- Matchakhlistskali
- Psou River
- Suramula
- Terek